# Japan Game Awards
O Japan Game Awards (日本ゲーム大賞, Nihon Gemu Taisho)  é a cerimônia de premiação do Ministério da Economia, Comércio e Indústria do Japão para a indústria japonesa de jogos eletrônicos criada em 1996 como CESA Awards (Computer Entertainment Supplier's Association).
Em 2006, o METI lançou um plano de cinco anos chamado "Game Industry Strategy" para promover a indústria doméstica do Japão contra a crescente competição de desenvolvedores estrangeiros, especialmente da América do Norte e Europa, bem como a Coreia do Sul em termos de jogos online.

## Visão geral de prêmios
Há quatro divisões de prêmios, e cada uma possui um critério específico para tornar um jogo elegível e possui seu próprio método de julgamento.

### Divisão de Jogo do Ano
Cada prêmio da "Game of The Year Division" é selecionada entre 2,000 títulos lançados em 1 de abril do ano anterior até 31 de março do ano vigente, e honra um título adequado para representar o ano passado. As categorias são: “Grand Award”, “Award for Excellence”, "Best Sales Award", "Global Award Japanese Product", "Global Award Foreign Product" e "Special Award".

### Divisão de Designers de Jogos
O "Prêmio Ministério da Economia, Comércio e Indústria" seleciona os principais criadores e designers no Japão a partir do ponto de vista profissional. 

### Divisão Ministério da Economia do Comércio e Indústria
O "Prêmio Ministério da Economia, Comércio e Indústria" é entregue a um indivíduo ou grupo que contribuiu para o desenvolvimento da indústria de jogos.

### Divisão de Futuros Jogos
O critério para a "Future Division" é aplicável somente para jogos não lançados no ano anterior mas anunciados ou exibidos durante a Tokyo Game Show e os votos são angariados pelos visitantes durante os três dias de exibição do evento. Depois os jogos vencedores são revelados pelo comitê de seleção do Japan Game Awards em um telão.

### Divisão de Jogos Amadores
A "Amateur Division" é designada pra trabalhos originais que não tenham sido comercialmente anunciados, sejam criados por uma organização, entidade ou indivíduo jurídico.